# El judío Süß (película de 1934)
El judío Süß (título original en inglés: Jew Süss) es una película de 1934 producida por Michael Balcon, dirigida por Lothar Mendes y protagonizada por el actor alemán Conrad Veidt. Al contrario que la versión alemana de 1940, la película de Mendes está basada fielmente en la novela homónima de Lion Feuchtwanger, y no es una apología del antisemitismo, sino más bien una condena no demasiado explícita del mismo. La censura británica no habría permitido a una película criticar abiertamente la persecución de los judíos, ya que habría parecido un ataque a las políticas alemanas y podría haber desencadenado un conflicto diplomático. La cinta tuvo poco éxito en los Estados Unidos y la mayor parte de Europa; sin embargo, tuvo gran repercusión en Viena, donde fue prohibida. 